# Ravn Alaska
Ravn Alaska曾經是美国阿拉斯加最大的地方航空集團，历史可追溯到1948年。该航空集團主要运营前往阿拉斯加偏远地区的客運和貨運航線，总部设在安克雷奇。Ravn有1300多名员工，拥有72架飞机，每天飞行达400次，每年搭乘該航空集團的旅客量為74万。       
2020年3月，阿拉斯加州出現第一例2019冠状病毒病患者后，阿拉斯加各地要求居民不要乘坐飞机，導致Ravn旗下三家航空公司的客运收入下降90%。3月20日，美國发布禁止非必要旅行的通知後，Ravn的现金流转为负数。2020年4月5日，Ravn申请破产。